# Бангайская ворона
Бангайская ворона (лат. Corvus unicolor) — вид птиц из рода во́ронов.

## Описание
Размер бангайской вороны — 39 см. Оперение полностью чёрное, радужка глаза тёмная, хвост короткий.
Её нередко путают с малым вороном (Corvus enca), однако тот отличается более крупным размером, и с сулавесским вороном (Corvus typicus) из-за чёрной окраски перьев, однако у бангайской вороны перья имеют серый оттенок у основания.
Бангайская ворона является представителем семейства врановых, проживающих на острове Бангай (Banggai) в Индонезии. Она занесена в список видов, находящихся под угрозой исчезновения (IUCN). Некоторое время считалась вымершим видом, но позднее была обнаружена на острове Пеленг (Peleng) индонезийскими орнитологом Мохамадом Индраваном (Mochamad Indrawan) в 2007 и 2008 годах.

### История вида
- 2009 — Очень высокий риск исчезновения

- 2008 — Очень высокий риск исчезновения

- 2007 — Очень высокий риск исчезновения

- 2005 — Очень высокий риск исчезновения

- 2004 — Высокий риск исчезновения

- 2000 — Высокий риск исчезновения

- 1994 — Средний риск исчезновения

- 1988 — Низкий риск исчезновения

На исчезновение вида влияют такие антропогенные факторы, как развитие сельского хозяйства и добыча полезных ископаемых. Из-за подобных причин ворона лишается своего места обитания. 

## Среда обитания
Населяет леса.

## Распространение
О бангайской вороне известно мало. Родина этой птицы — Индонезия. Раньше этот вид занимал все Бангайские острова, на данный момент эти птицы обнаружены в горных лесах около 500 метров над уровнем моря к западной стороне острова Пеленг, а также на более низких высотах в центре острова.
Точное число особей неизвестно, учёными насчитывается от 30 до 200 птиц.